# Portrait équestre d'Anton Giulio Brignole-Sale
Le portrait équestre d'Anton Giulio Brignole-Sale est un portrait équestre du marquis Anton Giulio Brignole Sale, réalisé par Antoine van Dyck en 1626. Depuis sa création, ce tableau a toujours été conservé au Palazzo Rosso (Palais Rouge), ou palais Brignole, à Gênes.

## Réalisation
Il s'agit du premier des nombreux portraits équestres réalisés par Van Dyck. Ce portrait a été exécuté en même temps que celui de la femme du marquis, Paolina Adorno, marquise de Brignole. Il représente le marquis Anton Giulio Brignole Sale, alors âgé de 20 ans. Le modèle du cheval est inspiré de ceux de Pierre Paul Rubens, dont van Dyck a été l'élève.

## Description
Le jeune artistocrate monte un cheval blanc et enlève son chapeau avec sa main droite. À ses pieds se trouve un chien, derrière les colonnes drapés de rouge, et un paysage rural avec un fond bleu marine.